# Пабло Росаріо
Пабло Росаріо (нід. Pablo Rosario, нар. 26 квітня 1997, Амстердам) — домініканський футболіст, півзахисник французького клубу «Ніцца» та національної збірної Домініканської Республіки.

## Клубна кар'єра
Народився 26 квітня 1997 року в місті Амстердам. Займався футболом в академії кількох клубів, останньою з яких стала ДВС. У 2012 році став героєм документального фільму «The Price of Heaven», присвяченому його грі зі старшою командою. Отримавши в пресі прізвисько «новий Роналдо», став об'єктом уваги провідних нідерландських клубів — «Аякса», ПСВ та «Феєнорда», але вибрав академію з рідного міста, де став виступати з молодіжною командою на три роки старше під керівництвом тренера Орландо Трастфулла.
У 2014 році був відданий в нідерландський клуб «Алмере Сіті», який мав партнерську угоду з «Аяксом». 7 серпня 2015 року дебютував за новий клуб у поєдинку Еерстедивізі, другого дивізіону країни, проти «ВВВ-Венло». Всього в дебютному сезоні провів 34 зустрічі, забив 3 м'ячі. Дебютний припав на 19 жовтня на поєдинок проти другої команди «Аякса».
25 липня 2016 року Росаріо підписав чотирирічний контракт з ПСВ. Сезон 2016/2017 провів у другій команді, «Йонг ПСВ», також виступаючи в Еерстедивізі. Дебютував 8 серпня 2016 року в поєдинку проти «Ден Босха». У тому сезоні Росаріо виходив на поле в 31 матчі, де зміг забити 7 м'ячів.
З сезону 2017/18 став виступати у складі основної команди ПСВ. 27 серпня 2017 року дебютував у Ередивізі у поєдинку проти «Роди», вийшовши на заміну на 85-ій хвилині замість Ірвінга Лосано. Загалом за перший сезон провів 14 матчів і виграв з командою чемпіонат Нідерландів. Втім у матчі за Суперкубок Нідерландів 2018 року не реалізував вирішальний післяматчевий пенальті, через що його клуб програв трофей. Станом на 6 грудня 2018 року відіграв за команду з Ейндховена 28 матчів в національному чемпіонаті.

## Виступи за збірні
2013 року дебютував у складі юнацької збірної Нідерландів, взяв участь у 10 іграх на юнацькому рівні. Брав участь у чемпіонаті Європи 2016 року серед юнаків до 19 років, де провів на турнірі всі чотири зустрічі, але команда стала п'ятою і не кваліфікувалась на молодіжний чемпіонат світу.
З 2016 року залучався до складу молодіжної збірної Нідерландів до 20 років, а 1 вересня 2017 року дебютував у збірній до 21 року у поєдинку проти однолітків з Англії. Всього на молодіжному рівні зіграв у 19 офіційних матчах.
16 жовтня 2018 року дебютував в офіційних матчах у складі національної збірної Нідерландів в товариській грі проти Бельгії, вийшовши на заміну після перерви.
29 травня 2025 року Пабло Росаріо дебютував у складі національної збірної Домініканської Республіки.
| Дата       | Місто    | Господарі | Результат | Гості      | Турнір           | Голи | Примітки |
| ---------- | -------- | --------- | --------- | ---------- | ---------------- | ---- | -------- |
| 16-10-2018 | Брюссель | Бельгія   | 1 – 1     | Нідерланди | товариський матч | -    | 46'      |
| Усього     |          | Матчів    | 1         |            | Голів            | 0    |          |

## Титули та досягнення
- Чемпіон Нідерландів (1):

«ПСВ»: 2017–18